# تپه قلعه سایه کر
تپه قلعه سایه کر مربوط به میانه دوران‌های تاریخی پس از اسلام است و در شهرستان سنقر، بخش کلیائی، روستای سایه کر واقع شده و این اثر در تاریخ ۱۲ تیر ۱۳۸۴ با شمارهٔ ثبت ۱۲۰۳۲ به‌عنوان یکی از آثار ملی ایران به ثبت رسیده است.